# Ciudadanía romana

La toga era la vestimenta característica y exclusiva de los ciudadanos romanos. Su uso estaba prohibido tanto a los ciudadanos de derecho latino como a las mujeres, así como a los peregrini (extranjeros) y a cualquier otro no-ciudadano (esclavos, hijos no legítimos, etc).

La ciudadanía romana era una posición social privilegiada en relación con las leyes, status social, propiedad y acceso a posiciones de gobierno, que fue otorgada, de diferentes maneras y en épocas distintas, a determinados individuos o grupos humanos a lo largo de la historia de la Antigua Roma.

## Grupos
Es difícil generalizar tal condición a través de todo el periodo de la historia de la Roma antigua, dado que tanto la naturaleza como el criterio de acceso a la ciudadanía fueron modificados a través de las legislaciones en el curso del tiempo, durante el desarrollo de la historia romana. Sin embargo, y muy generalmente, tanto durante el periodo de la República como, posteriormente, durante la época del Imperio, los residentes en territorios romanos podían ser divididos en los siguientes grupos principales:
- Los cives romani: ciudadanos romanos, en el sentido de ser habitantes de territorio sujeto a derecho romano, como los municipia optimo iure o las colonias romanas, además de los nacidos en Roma, quienes gozaban plenamente de todos los derechos que seguían al status de ciudadano romano.[4] Esa condición podía, en ciertas circunstancias, perderse.[5]

- Los cives latini: ciudadanos latinos, es decir, habitantes de territorio sujeto al derecho latino, como era el caso de las colonias latinas, no necesariamente relacionadas con la región del Lacio, los cuales gozaban de un status más bajo respecto a los ciudadanos romanos, incluyendo el hecho de no poder votar, como en el caso de los municipia sine suffragio, o participar a la vida política.[6]

Estos dos ejemplos de ciudadanía se extendieron inicialmente dentro de la Italia romana, territorio metropolitano de Roma habitado tanto por itálicos residentes en colonias y municipios de derecho romano y latino, como por sus demás socii itálicos aliados y federados de Roma, los cuales, tras la guerra Social, obtuvieron todos la plena ciudadanía romana, y, posteriormente y de manera más limitada y gradual, en las provincias, siendo estas todos los territorios externos a la península itálica.
Algunos municipios y colonias situadas en las provincias podían ser premiadas con un reconocimiento especial, llamado ius italicum (derecho itálico), el cual concedía a determinadas comunidades situadas fuera de Italia la ficción jurídica de estar en suelo itálico, hecho que,  de iure, exentaba a sus habitantes del pagamento de ciertos impuestos (tributum soli y tributum capitis), como si su comunidad no se encontrara en un territorio provincial sino en la misma Italia, y constituía el privilegio más alto que una comunidad de las provincias podía obtener.
Otros grupos principales fueron:
- Los peregrini: término utilizado para denotar a sujetos libres pero que carecían de cualquier grado de ciudadanía; en los siglos I y II muchos de los habitantes de las provincias eran peregrini.[12]

- Las mujeres: constituían una clase aparte cuyos derechos variaron, como los de la ciudadanía, a través del tiempo. Las mujeres, cualquiera fuera su estatus, nunca tuvieron la totalidad de los derechos ciudadanos otorgados a los varones. No podían, por ejemplo, votar o ser elegidas en cargos de elección. En teoría las mujeres estaban sujetas al control de sus pater familias, los que, por lo menos durante un periodo histórico, tenían incluso el derecho a obligarlas a divorciarse y volverlas a desposar. Durante la República y entre las clases altas era práctica común utilizar los matrimonios para consolidar relaciones políticas. Las mujeres tenían, sin embargo, el derecho de propiedad personal.[13]

- Esclavos: los esclavos se consideraban cómo propiedad y poseían solamente algunos y muy limitados derechos, pero podían comprar su libertad u obtenerla por decreto del propietario. Los esclavos podían ser vendidos, maltratados o incluso ejecutados, a voluntad de sus propietarios. La muerte —por el propietario o algún otro— de un esclavo, era tratado como un asunto de destrucción de propiedad, no como un homicidio. Sin embargo, un esclavo liberado, un liberto (libertus), podía obtener ciudadanía completa.[14]

## Obtención y pérdida de la ciudadanía romana

### Obtención de ciudadanía
- La ciudadanía se otorgaba automáticamente a todos los hijos de un matrimonio legal de un ciudadano.
- Los esclavos liberados podían obtener la ciudadanía, sin embargo, mantenían algunas formas de obligaciones con sus antiguos amos, transformándose en clientes.
- Los hijos de los esclavos liberados podían ser ciudadanos de derecho propio.
- El derecho de ciudadanía romana se extendió gradualmente, antes dentro de Italia y tras la guerra Social a todos los pueblos itálicos, y, solo posteriormente, a algunas ciudades situadas en las provincias y a diversos individuos provinciales.
- La ciudadanía fue finalmente concedida a aquellos habitantes libres del Imperio que no eran hijos de ciudadanos, a excepción de los  dediticii, mediante la Constitutio Antoniniana de 212 d. C., emitida por el emperador Caracalla.
- Aquellos que servían en cuerpos militares bajo las órdenes de romanos (auxiliares militares) adquirían ciudadanía, que trasmitían a sus hijos.
- Se podía lograr ciudadanía por servicios "extraordinarios" a Roma.
- La ciudadanía se podía comprar, aunque el precio era muy alto.[15]
- Durante el bajo Imperio, con el tiempo, se hizo costumbre considerar ciudadanos romanos a los habitantes de territorios profundamente romanizados, como los reinos clientes, y que habían mantenido fuertes lazos de amistad y comercio con Roma por largo tiempo. Generalmente esto era una especie de premio o reconocimiento de una cierta realidad sociopolítica. Sin embargo, a veces, era una manera de lograr específicos fines políticos. Finalmente, con el Edicto de Caracalla, se otorgó la ciudadanía romana a todos los habitantes libres del Imperio.[3]

### Pérdida de ciudadanía
La ciudadanía se podía perder debido a varias razones, por ejemplo:
- Si un ciudadano se trasladaba voluntariamente a vivir en alguna ciudad exenta de derecho romano.
- Si un ciudadano cometía traición.

Solamente los ciudadanos romanos podían servir en las legiones. Sin embargo, un legionario, durante su servicio, perdía algunos de sus derechos: no podía, por ejemplo, contraer matrimonio y, consecuentemente, los eventuales hijos de tales uniones no eran ciudadanos a menos que —una vez vuelto a la vida civil— se desposara legalmente.

## Derechos ciudadanos
Como se ha notado, los derechos asociados con los diferentes tipos de status variaron sobre el tiempo, con el origen de los individuos y los servicios otorgados al Estado por los mismos. Sin embargo, los diferentes derechos incluían —sobre un largo periodo de la historia romana— los siguientes:
- Ius suffragiorum: derecho a voto en las asambleas, etc.

- Ius honorum: el derecho a postularse y ser electo.

- Ius commercii: el derecho a efectuar contratos legales y tener propiedades.

- Ius connubii: el derecho a contraer matrimonio con otro ciudadano romano, a tener los derechos de pater familias y a que los hijos de tales matrimonios fueran considerados ciudadanos romanos.

- Ius migrationis: el derecho a preservar el nivel de ciudadanía cuando se viajaba o reubicaba a otro municipio o colonia de status comparable. Por ejemplo, los ciudadanos romanos mantenían su ciudadanía si se trasladaban a una colonia romana que poseyera todos los derechos legales de tales (colonia civium romanorum).

Los ciudadanos de colonias de derecho latino también tenían estos derechos y mantenían sus condiciones bajo el ius latii si se trasladaban a otro municipio o colonia latina (colonia civium latinorum). Este derecho no se aplicaba si el individuo se trasladaba a un municipio o colonia con un status mayor o menor que la que abandonaba (siempre que tal traslado fuera voluntario), por ejemplo, un ciudadano romano que fuera a vivir a una colonia latina pasaba a estar sujeto al ius latii.
Adicionalmente surgieron una serie de derechos que, no estando cubiertos por legislaciones (ius) específicas, llegaron a ser consideradas parte de los derechos de los ciudadanos:
- Derecho de inmunidad de ciertos impuestos y otras obligaciones legales (por ejemplo, de reglas o leyes locales mientras se viajaba).

- Derecho a no ser encontrado culpable sin juicio legal (incluyendo el derecho a defensa frente a tribunales).

- Derecho a tomar acción frente los tribunales de justicia.[18]

- Derecho de apelación sobre las decisiones de magistrados.

- Un ciudadano romano no podía ser torturado o azotado.[19] Tampoco podía ser condenado a muerte excepto en casos de traición. En ningún caso un ciudadano podía ser crucificado.

- Si un ciudadano era acusado de traición, podía solicitar de ser juzgado en Roma.

- Los ciudadanos eran requeridos a servir en el ejército, y a pesar de que esto era a veces ignorado, tal servicio era parte esencial para quien deseara progresar en la magistratura.

- Ius gentium: La realización - a partir del 300 a. C.- de la crecientes relaciones internacionales de la presencia romana y la concurrente necesidad de encontrar soluciones prácticas a problemas entre los extranjeros y los romanos llevó a la evolución del “derecho de gentes”. Debido a la importancia e influencia de Roma, el “ius gentium” llegó a ser de facto el derecho internacional de la época. El ius gentium se basó en el altamente desarrollado derecho comercial que se practicaba por las ciudades-estados griegas y otros centros comerciales. Se consideraba que los derechos otorgados por el ius gentium correspondían a todas las personas, sin consideración de lugar de nacimiento o ciudadanía y finalmente llegó a constituir las bases de la concepción romana del derecho natural[20]

## Evolución de la ciudadanía
El concepto romano de ciudadanía fue modificado a través de la historia. Esta modificación puede ser vista como una extensión de derechos a sectores cada vez más amplios. Tal extensión tomó lugar junto con la expansión del área de aplicación del derecho romano mismo, derecho que, originalmente, durante la monarquía y al principio  de la época republicana, regía solo en la ciudad misma, después en toda Italia y, posteriormente, terminó siendo entendido como aplicable a todos los habitantes del “mundo conocido”, sin consideración de su nacionalidad o condición social.

### Ciudadanía como herramienta deromanización

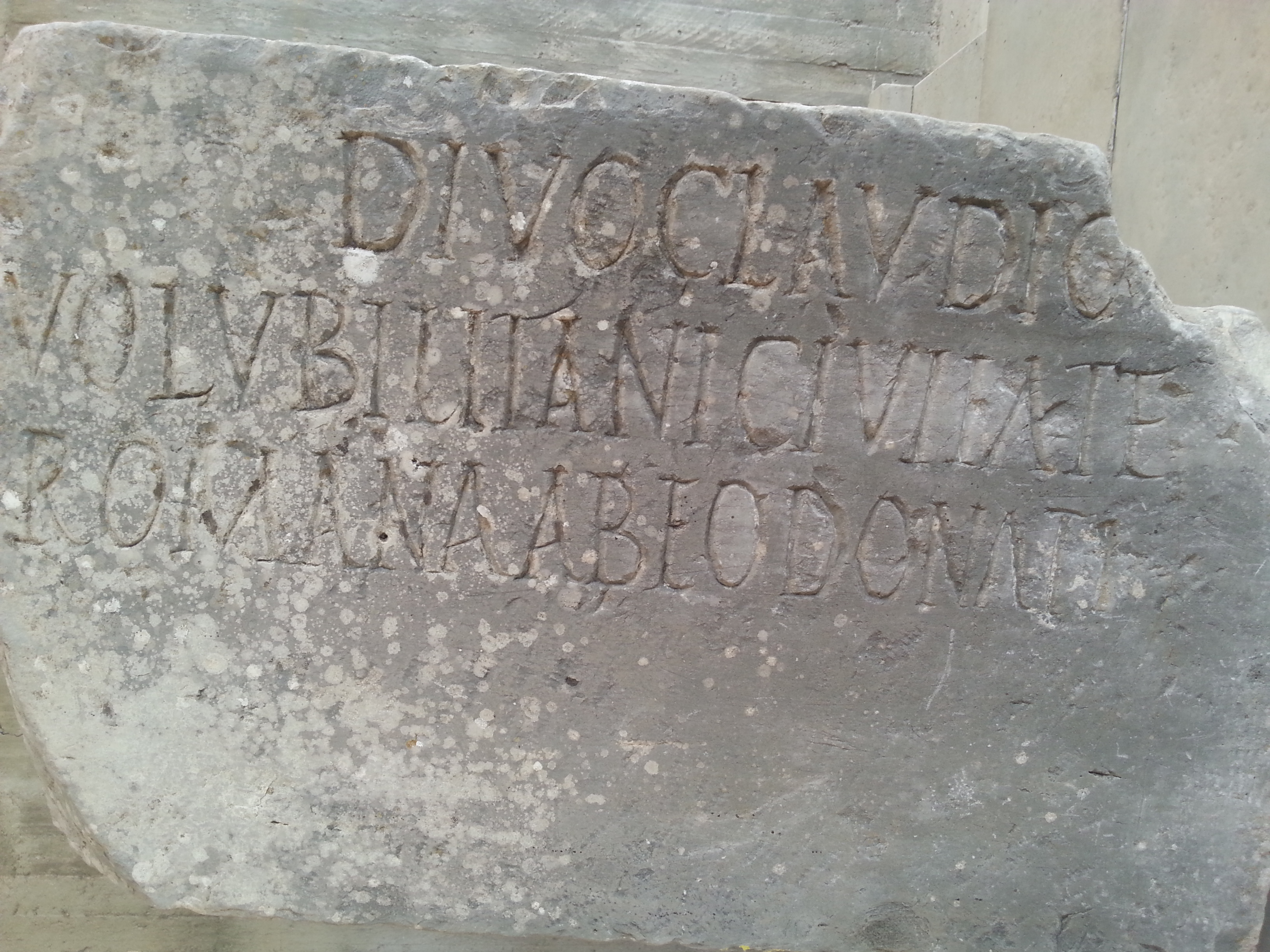
Inscripción de la concesión por el emperador Claudio de la ciudadanía romana a los habitantes de la ciudad de Volubilis (en el actual Marruecos).

Originalmente, durante la monarquía y al principio de la etapa republicana, los romanos tenían la concepción restringida —común a la época— de quiénes eran ciudadanos: se reservaba a quienes eran descendientes directos de los míticos fundadores de Roma. Este grupo —los patricios— agrupados en gens, mantenían celosamente sus derechos y privilegios, estando incluso prohibido el matrimonio con aquellos que no eran ciudadanos romanos completos. (ver más abajo optimo iure en cives romani). 
Sin embargo, y aun en épocas tempranas de la historia romana, había otros habitantes de la ciudad: los plebeyos, quienes solo tenían algunos de los derechos pertenecientes a los patricios. Posteriormente los plebeyos, a partir de 497 a. C., se embarcaron en una serie de luchas (ver secessio plebis) que culminaron con la obtención de la igualdad legal o extensión de derechos ciudadanos a todos los nacidos de matrimonio legal en Roma.
Casi paralelamente en el tiempo, y con la extensión de la influencia romana en la península itálica, se encontró necesario y conveniente otorgar alguna forma de derechos reconocidos en Roma a los habitantes de colonias, ciudades y regiones aliadas dentro de Italia. Esto se concretó, inicialmente, en una forma de ciudadanía “limitada” (como los derechos otorgados por el ius latii) y, posteriormente, siempre dentro de Italia, por el otorgamiento de la plena ciudadanía romana.
Tal situación —junto con el prestigio de Roma— e implicado el alto status de “ciudadano romano” tanto a nivel regional como en otras ciudades itálicas, resultó en una situación en la que el focus de muchas de las regiones que bordeaban Roma se centraron en mejorar su statu quo en Roma, en lugar de competir con ella.
Así, en los hechos, la concesión de ciudadanía —tanto a los aliados como a los conquistados— se transformó en un método político de romanización o atraer al área de influencia romana no solo los diferentes sectores étnicos o nacionales que se integraban a Roma sino también los pueblos y naciones que la bordeaban. Se ha alegado que tal política fue una de las grandes innovaciones que Roma introdujo y una de las principales razones del éxito de la expansión política y cultural romana.
A partir de las últimas décadas del siglo I a. C., el derecho de ciudadanía fue otorgado, gradualmente, ya sea a individuos o familias particulares —principalmente de las capas altas de los pueblos conquistados fuera de Italia— como a algunas comunidades locales enteras situadas en las provincias. Después de 212 d. C., todos los habitantes libres que vivían en el Imperio fueron reconocidos como ciudadanos, por el edicto imperial de Caracalla, la llamada Constitutio Antoniniana.

## Tipos de ciudadanía
A pesar de que los tipos de ciudadanía legal, y los derechos y deberes relacionados, variaron a través de la historia de Roma, los siguientes fueron bastante comunes:

### Cives Romani
Ciudadanos romanos plenos. Solamente ellos podían acceder a la totalidad de los beneficios y protecciones que la ley romana otorgaba, como, por ejemplo, solo los ciudadanos romanos podían usar una toga. Estos cives se dividían básicamente en dos “clases”: los non optimo iure —quienes solo tenían algunos derechos, tales como el derecho al comercio y propiedad (ius commercii) y finalmente al matrimonio con otros ciudadanos romanos (ius connubii)—, y los optimo iure, quienes adicionalmente tenían derecho a voto (ius suffragiorum) y a ser elegidos a puestos en la administración pública (ius honorum).

### Cives Latini
Este grupo estaba constituido por aquellos que eran habitantes de las colonias latinas, quienes estaban regidos por el “derecho latino” (ius latii). Tenían el derecho a propiedad y comercio y el derecho a libre movimiento y asentamiento en Roma y en las colonias romanas (ius migrationis), pero no a casarse con ciudadanos romanos. A pesar de que la designación original, en época alto republicana, designaba a aquellos cuyos ancestros provenían de las tierras de la Liga Latina (el Latium Vetus, en la parte central de la región del Lacio, en Italia), posteriormente, en época tardo republicana y al principio del Imperio, cuando todos los habitantes de Italia ya gozaban de plena ciudadanía romana, la diferente condición jurídica de ciudadano con derecho latino (ius latii) comenzó gradualmente a ser otorgada en algunas ciudades de territorios provinciales. Por ejemplo, en el  año 74, el Edicto de Latinidad de Vespasiano, extendió esta clasificación, el ius latii, a los habitantes de las provincias hispanas del Imperio romano.

### Socii
Socii o “asociados” o “federados” (aliados), eran, inicialmente, desde el principio de la época republicana, cuando el poder de Roma aún no se extendía fuera de la península itálica, los habitantes de ciudades y Estados de la Italia antigua que tenían ciertas obligaciones legales con Roma, usualmente tratados de acuerdo a través de los cuales ciertos derechos de los habitantes de esos Estados eran reconocidos por la ley romana a cambio de ciertos servicios (por ejemplo, los magistrados romanos obtenían el derecho a reclutar soldados en tierras itálicas).
Otra asociación común era la basada en la aceptación del dominio romano sin mayores tentativas de resistencia. Ciudades o Estados que mantenían esa actitud estaban, generalmente, exentas de pagar tributo. La costumbre romana en este sentido era, la primera vez que conquistaban a un pueblo, obtener una compensación única por los gastos de guerra y obtener un tratado de paz que garantizara los derechos de los ciudadanos romanos (por ejemplo, paso libre a comerciantes romanos). Tentativas de repudiar esos acuerdos eran castigadas duramente, terminando con la reducción a la esclavitud de la totalidad de la población conquistada e incluso la destrucción completa de las ciudades.
Siempre durante la época republicana, la insatisfacción con los derechos otorgados a los socios (socii) itálicos que, tras haber sido fundamentales en la conquista de las provincias, reclamaban el pleno derecho a la ciudadanía romana, además de la creciente demanda de soldados, reclutados entre ellos, llevó, finalmente, a la guerra Social entre Roma y sus aliados itálicos, la cual condujo a la Lex Julia (específicamente la Lex Iulia de Civitate Latinis Danda, del 90 a. C.) que otorgaba los derechos de cives romani (ciudadanía romana) a todos los socios itálicos (entre los que todavía no habían recibido tal status) cuyas ciudades aceptaran una paz inmediata o no hubieran participado en tal guerra;  sin embargo, apenas un año después, en el 89 a. C., mediante la Lex Plautia Papiria, fue otorgada la plena ciudadanía romana a todos los habitantes de Italia, poniendo así efectivamente fin a la categoría legal de los socii, siendo todos los itálicos ciudadanos romanos de pleno derecho.

### Provinciales
Se consideraba “provinciales” aquellos individuos que estaban bajo influencia o control romano en las provincias,  es decir, en todos los territorios fuera de Italia, y que carecían de cualquier derecho específico, esencialmente solo teniendo los derechos del ius gentium.

### Peregrini
Un peregrinus (plural peregrini) era originalmente el término utilizado para designar cualquier persona que no era un ciudadano romano, es decir, quien fuera se encontraba en territorio romano solo en términos “temporarios”. Con la expansión del poder romano, al principio dentro de Italia y posteriormente fuera de ella, el término empezó a cubrir más y más grupos, por ejemplo, incluyendo inicialmente, al principio de la época republicana, a los socii y, posteriormente, a los provinciales, además de cualquier extranjero.

## Romanitas, el nacionalismo romano, y su extinción
Con el asentamiento de la romanización y el paso de las generaciones, un nuevo sentimiento unificador empezó a surgir dentro del territorio romano, la romanitas o manera de vida romana, el antaño sentimiento tribal que tenía dividida a Europa empezó a desaparecer (aunque nunca del todo) y mimetizarse con el patriotismo de nueva cuña importado desde Roma con el que poder ascender en todos los niveles.
La romanitas, romanidad o romanismo, duraría hasta los últimos años de unidad de la pars occidentalis, momento en que los viejos tribalismos y el proto-feudalismo de orígenes celta, hasta ese entonces dormidos, volverían a resurgir, mezclándose con las nuevas élites de cuño germano. Observándose esto en los escritos de Gregorio de Tours, que no emplea la dicotomía galorromano-franco, sino que utiliza el nombre de cada una de las etnias galas de ese momento existentes en la Galia (arvernos, turones, lemovices, turnacenses, bituriges, etc.), considerándose el mismo un arverno y no un galorromano.